# Andrew Sutherland
Andrew Victor Sutherland é um matemático estadunidense, Principal Research Scientist no Instituto de Tecnologia de Massachusetts. Suas pesquisas focam sobre aspectos computacionais da teoria dos números e geometria algébrica. É conhecido por suas contribuições a diversos projetos envolvendo computação em larga escala, incluindo o Polymath Project sobre intervalos limitados entre números primos, a L-functions and Modular Forms Database, o projeto soma de três cubos e o cálculo e classificação de distribuições de Sato–Tate.

## Formação e carreira
Sutherland obteve um bacharelado em matemática no MIT em 1990. Depois de uma carreira empresarial na indústria do software retornou ao MIT, onde obteve um doutorado em matemática em 2007 orientado por Michael Sipser e Ronald Rivest. Em 2009 tornou-se membro da faculdade do Departamento de Matemática do MIT como Research Scientist, sendo promovido a Principal Research Scientist em 2011.
É um dos principais investigadores do Simons Collaboration on Arithmetic Geometry, Number Theory, and Computation, um grande projeto colaborativo multi universitário envolvendo a Universidade de Boston, Universidade Brown, Universidade Harvard, MIT e Dartmouth College, servindo atualmente como editor associado do periódico Mathematics of Computation, editor chefe do Research in Number Theory, Managing Editor do L-functions and Modular Forms Database, e presidente da Number Theory Foundation.

## Publicações selecionadas
- Sutherland, Andrew V. (2011). «Computing Hilbert class polynomials with the Chinese remainder theorem». Mathematics of Computation. 80 (273): 501–538. MR 2728992. doi:10.1090/S0025-5718-2010-02373-7
- Fité, Francesc; Kedlaya, Kiran; Sutherland, Andrew V; Rotger, Victor (2012). «Sato-Tate distributions and Galois endomorphism modules in genus 2». Compositio Mathematica. 149 (5): 1390–1442. MR 2982436. doi:10.1112/S0010437X12000279
- Sutherland, Andrew V. (2013). «Isogeny volcanoes». Proceedings of the Tenth Algorithmic Number Theory Symposium (ANTS X). 1. Mathematical Sciences Publishers. pp. 507–530. MR 3207429. doi:10.2140/obs.2013.1.507
- Sutherland, Andrew V. (2016). «Computing images of Galois representations attached to elliptic curves». Forum of Mathematics, Sigma. 4. 79 páginas. MR MR3482279. doi:10.1017/fms.2015.33
- Sutherland, Andrew V. (2019). «Sato-Tate distributions». Analytic methods in arithmetic geometry. Contemporary Mathematics. 740. American Mathematical Society. pp. 197–258. MR 4033732. arXiv:1604.01256. doi:10.1090/conm/740/14904